# Eleonora Duse
Eleonora Duse (Vigevano, Piemont, 3 d'octubre de 1858 - Pittsburgh, Estats Units, 21 d'abril de 1924) fou una de les més cèlebres actrius de teatre italiana de finals del segle xix i principis del XX, i una de les actrius més grans de tots els temps.
Assolí gran fama en representar papers de l'escriptor coetani Henrik Ibsen, a més dels autors clàssics, i en desplegar un estil d'interpretació instintiu basat en la naturalitat, en la «veritat», ben diferent del de les actrius d'aquells anys de qui fou contemporània: les grans dives britàniques Patrick Campbell i Ellen Terry, o l'actriu francesa Sarah Bernhardt, amb qui va mantenir una llarga rivalitat professional i personal.

## Biografia
Filla de modests actors, trepitjà l'escena des de la infantesa en poblacions d'escassa importància on actuaven els seus pares.
No va anar a l'escola, però als quatre anys ja pujava als escenaris, per interpretar una adaptació de Les Misérables, de Victor Hugo, i als dotze ja substituía la mare en els seus papers quan estava malalta.
A Verona, i en la companyia de son pare, fou on revelà el talent de qui amb el pas del temps hauria de ser la primera actriu italiana; emmalaltí l'actriu encarregada del paper protagonista del drama Romeu i Julieta i hagué de desenvolupar-lo sense cap mena d'assaig, i ho feu amb tanta naturalitat i talent que fou aclamada pel públic; després treballà en companyies de segon ordre, fins que el notable actor Luigi Bellotti Bon la contractà per actuar a Nàpols i li confià el drama d'Émile Zola Thérèse Raquin, en què aconseguí un verdader triomf.

## Comencen els èxits
Llavors començà la seva carrera d'èxits. Primer com a segona actriu i després primera a la companyia de Cesare Rossi, triomfà a Torí amb La princesa de Bagdad, d'Alexandre Dumas fill. Després d'actuar amb gran èxit a Roma, Milà, Florència i altres ciutats d'Italia, la seva reputació passà les fronteres i l'aclamaren els públics estrangers, que l'anomenaren la Sarah Bernhart italiana.
A Àustria, Alemanya, Espanya, Egipte, Rússia, Suècia, Estats Units, Amèrica del Sud, Dinamarca, etc. es consolidà la fama de l'eminent actriu, i el públic de París el juny i juliol de 1897 li proporcionà altres grans triomfs en el Teatre del Renaixement, fascinat davant el seu art exquisit en la interpretació de l'obra La dama de les camèlies, Magda, L'hostalera, La muller de Claudi, etc.
Eleonora Duse es casà amb l'actor italià Teobaldo Chechi, que més tard fou un dels funcionaris superiors del Ministeri de Negocis Estrangers de la República Argentina, unió de la qual nasqué la seva filla Enrichetta, i de qui més tard se separaria.
La relació amb Arrigo Boito, a partir de 1884, a qui va conèixer durant la posada en escena de Cavalleria rusticana, serà en canvi secreta i coincidirà amb una època fructífera en la seva vida; en aquests anys coneixerà els textos dels grans poetes i anirà depurant el seu estil.

## D'Annunzio
El 1894 es produí el seu primer encontre amb D'Annunzio, que per aquella època estava en el cim de la seva fama. El triomf assolit a París amb Sogno d'un mattino di primavera (1897), obra d'aquest autor, la va convèncer que havia trobat el creador de la tragèdia moderna. Des de llavors el seu repertori restà format quasi exclusivament per obres d'aquest autor. Aquesta relació acabà el 1910, quan el polèmic escriptor s'involucrà en afers polítics. D'Annunzio fou precursor del feixisme italià i es despreocupà totalment d'Eleonora Duse.
La ruptura d'aquests amors i una crisi espiritual la portaren, després dels seus èxits amb L'hostalera, de Goldoni, el 1909, a abandonar inesperadament el teatre, en un retir que durà dotze anys.

## Repertori
El seu repertori fou molt extens; a banda de Pamela, L'hostalera, de Goldoni, i La Moglie ideale, de Praga, fins que no va conèixer D'Annunzio les seves obres favorites eren les d'Alexandre Dumas (fill) i Victorien Sardou: La dama de les camèlies, Denise, Francillon, Odette, La muller de Claudi, Magda, La princesa de Bagdad, Fernanda, Fedora, Antoni i Cleopatra, etc. Són també objecte de les seves preferències totes l'es obres d'Ibsen, entre les quals Casa de nines, Hedda Gabbler o La dama del mar.

## Estil
L'art de la Duse era personalíssim, d'una perfecta naturalitat, sense recórrer a crits ni inflexions de veu; deia amb senzillesa, amb veritat incomparable, i expressava els seus sentiments sense formes artificioses i rebuscades; el seu talent era gran; en la veu, en els sentiments, en la seva fisonomia i en tot el seu ésser hi havia tal inspiració que dominava i subjugava l'esperit per la seva seductora naturalitat.
El seu domini del gest era admirable. I, a més, coneixia profundament els papers que interpretava, de manera que podia expressar en silencis i inflexions de veu allò que el text no deia però que revelava la vida interior del personatge.
En escena volia vestits senzills, i no feia servir joies ni maquillatge, que considerava una màscara. Segons les circumstàncies, el seu rostre adquiria rubor o pal·lidesa i cada representació consistia en una nova creació, resultat d'una creixent i continuada anàlisi i comprensió del personatge que l'actriu trasmetia laboriosament al públic; encara més en els cas de les protagonistes femenines, sovint representades en les obres dramàtiques d'una manera molt convencional, en què la interpretació d'Eleonora Duse s'aplicava a mostrar la distància entre la realitat aparent i estereotipada i la seva naturalesa profunda.

## Més activitats artístiques i una nova etapa teatral
Durant la Guerra de 1914-18 l'actriu prodigà la seva assistència i oferí recitals en els fronts de guerra. Al 1914 creà una «Casa per a joves actrius» a Roma, que havia de ser un refugi per a les artistes italianes.

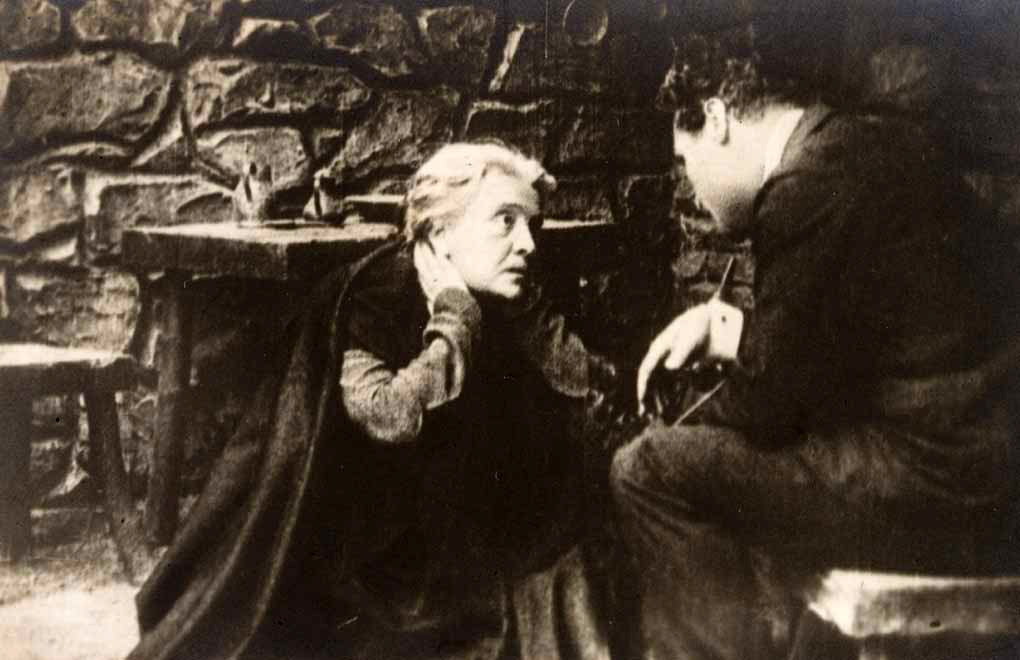
Eleonora Duse i Febo Mari a la pel·lícula Cenere

El 1916 filmà la pel·lícula Cenere (Cendres), de Febo Mari, quan tenia quasi 60 anys, que constitueix l'únic testimoni conservat del seu art. Basada en la novel·la homònima de Grazia Deledda, ella mateixa n'escrigué el guió.
Reaparegué davant el públic a Torí el 1921 amb La dama del mar, d'Ibsen, negant-se a ser maquillada i preocupant-se tan sols d'oferir al públic no una ficció, sinó el fruit d'una ansiosa recerca de la veritat interior. Després d'afegir al seu repertori altres obres, reprengué una nova etapa de la seva vida artística. Havent rebutjat les ajudes econòmiques que li havia fet el govern feixista, va iniciar una gira per Amèrica del Nord, on la sorprengué la mort a Pittsburg.
Està enterrada a la localitat piemontesa d'Asolo, on feia quatre anys que havia instal·lat la seva llar.

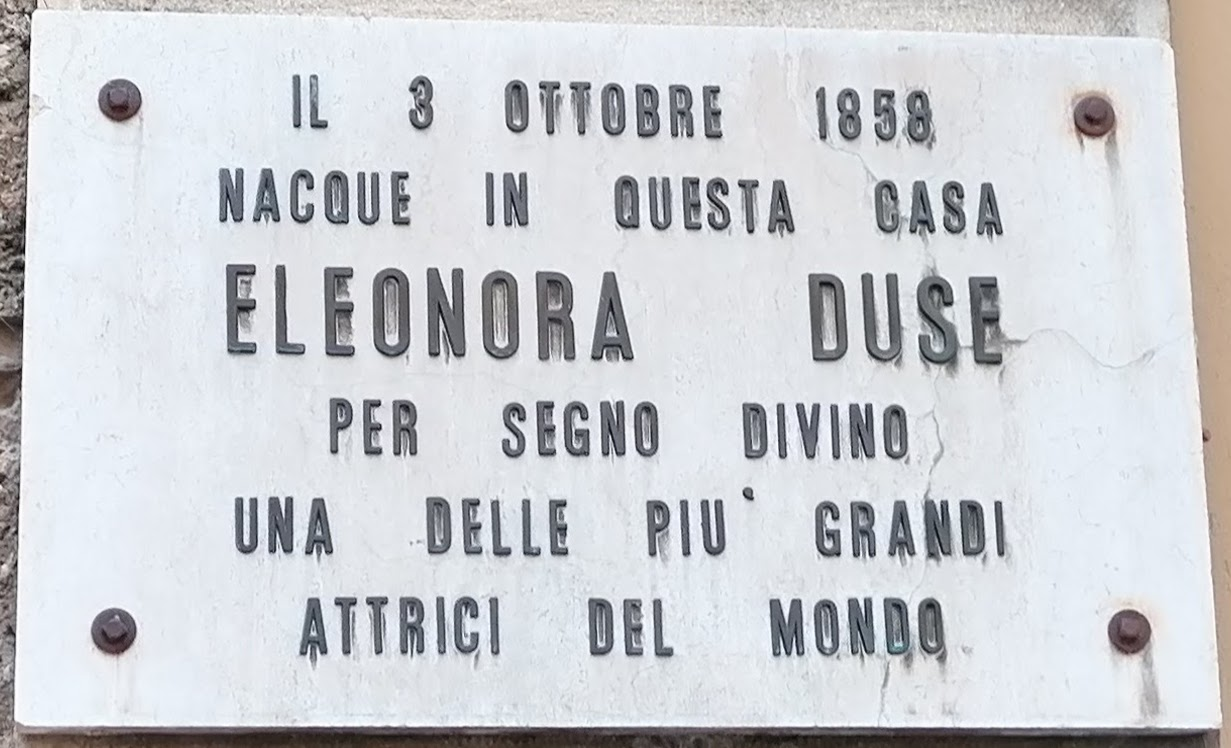
Placa commemorativa a la casa de Vigevano on va néixer

## Memòria
Una placa commemorativa a la casa del poble de Vigevano, on va néixer, la recorda.
Una plaça de la ciutat de Milà i carrers en diverses ciutats d'Itàlia, com Roma, Bolonya, Verona, Florència, Lentini, Venècia, Rímini, Nàpols, Bronte, Gorizia, Lampedusa, o al mateix Vigevano..., i sengles teatres de Roma, Gènova, Bolonya o Asolo porten el seu nom.

## Galeria

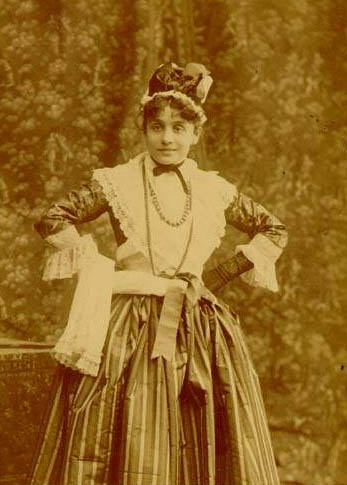
En l'obra de Goldoni, L'hostalera, 1891
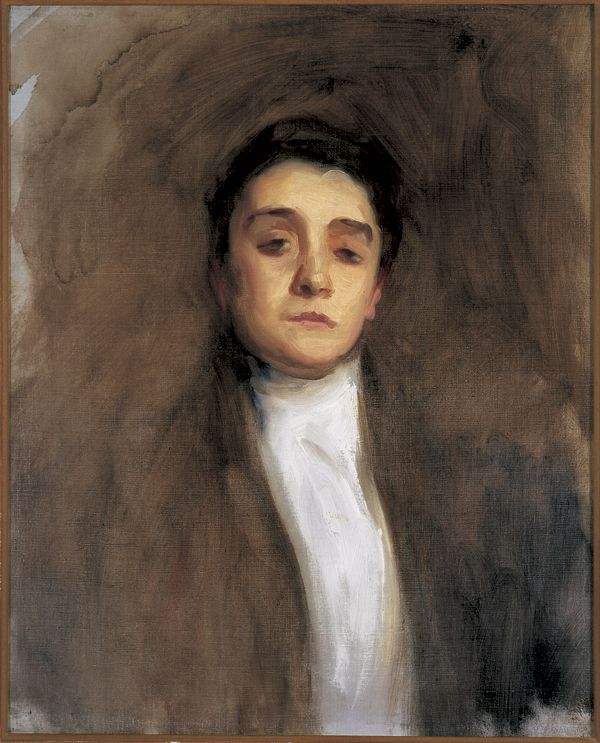
Retrat per John Singer Sargent, c.1893
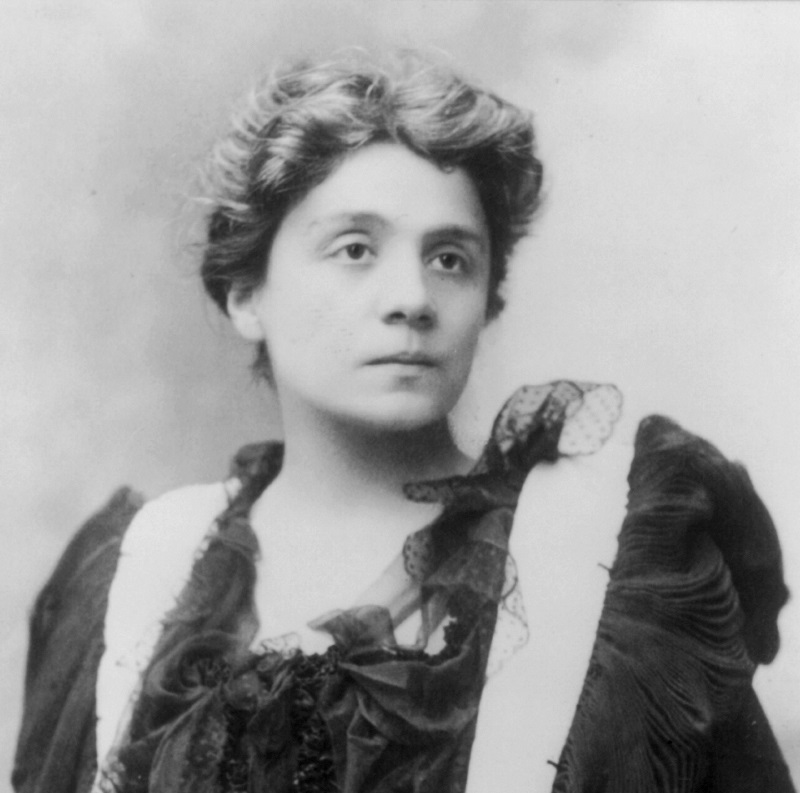
Fotografia per Aimé Dupont, 1896
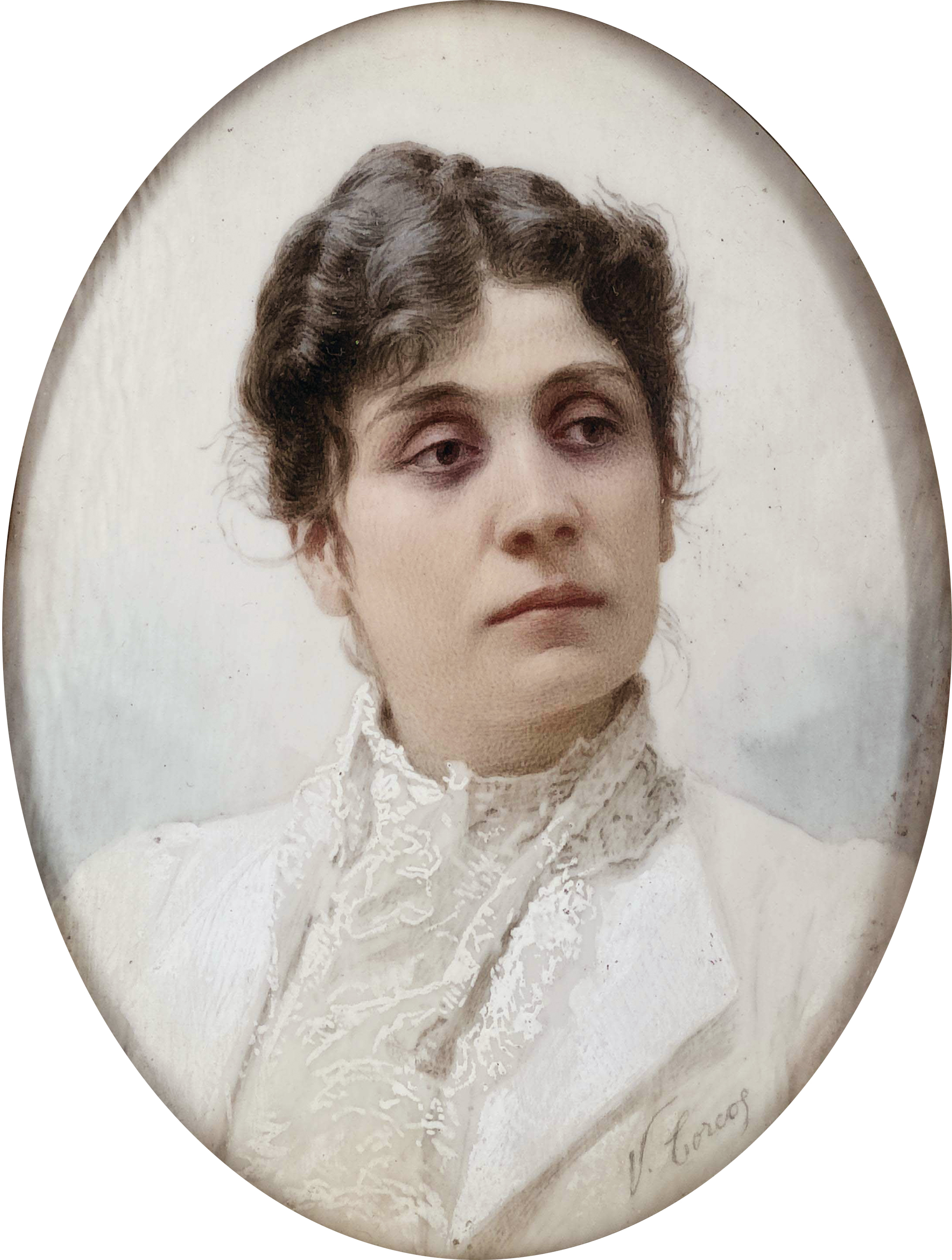
Eleonora Duse, per Vittorio Matteo Corcos
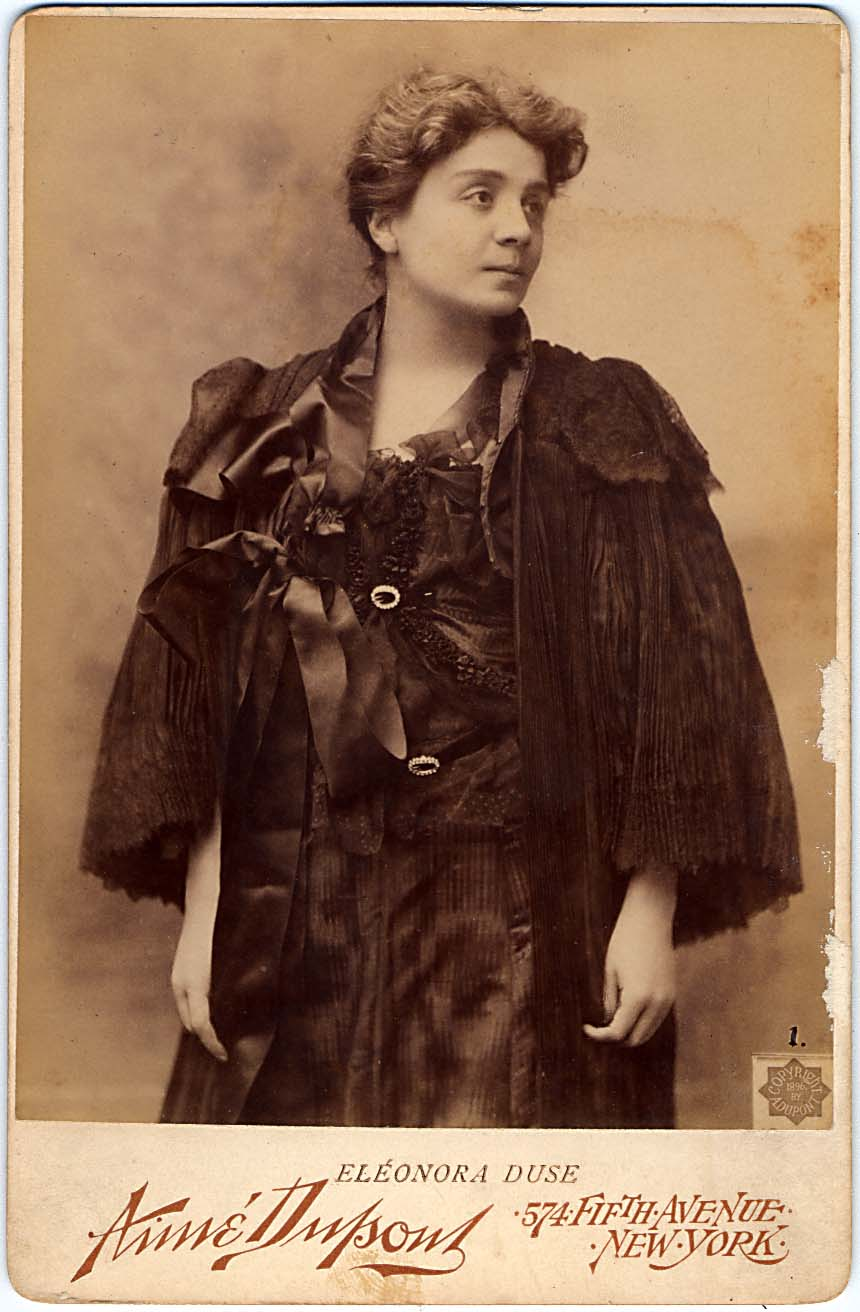
Fotografia per Aimé Dupont, Nova York, 1896
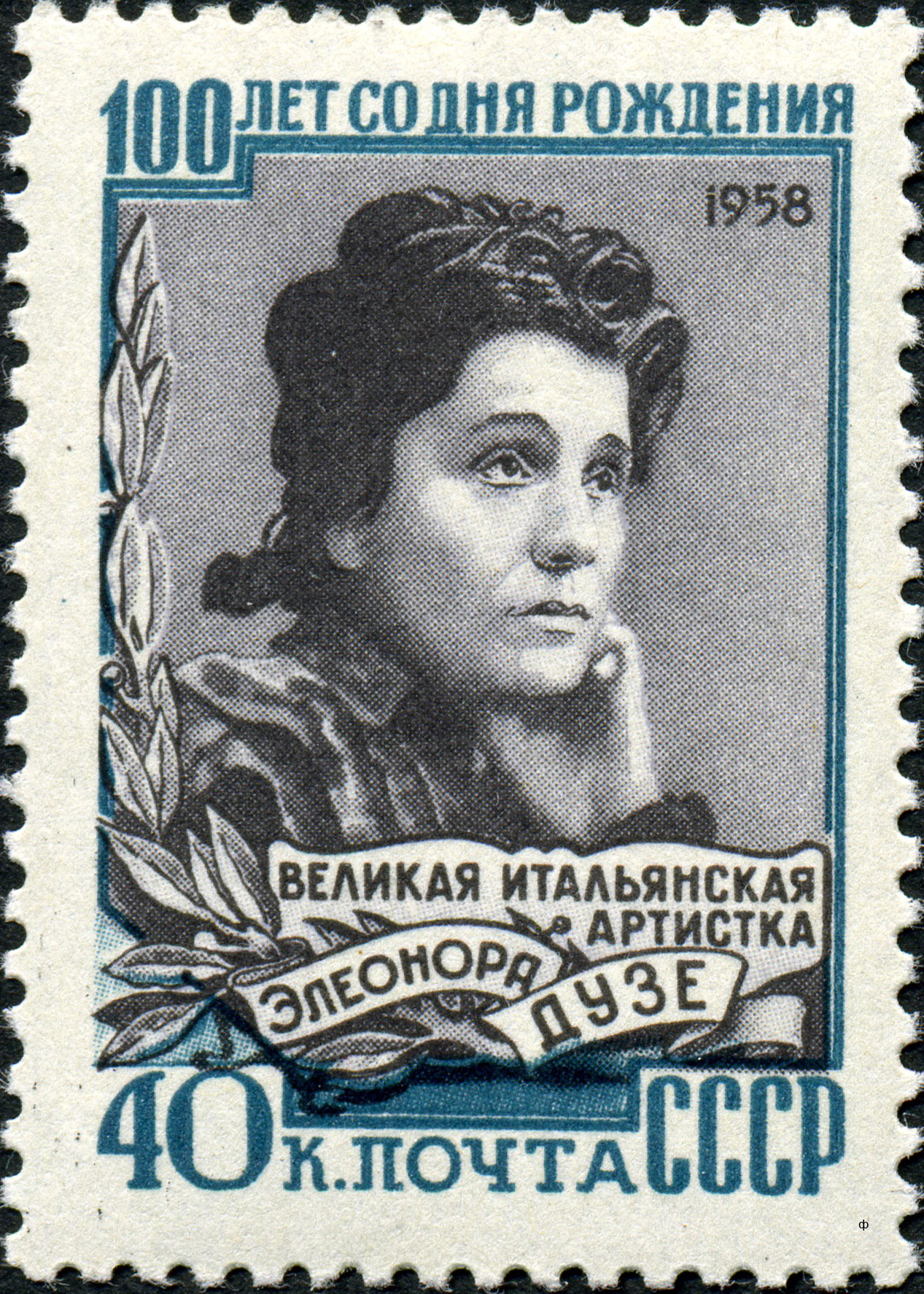
Eleonora Duse el 1958, segell de la Unió Soviètica
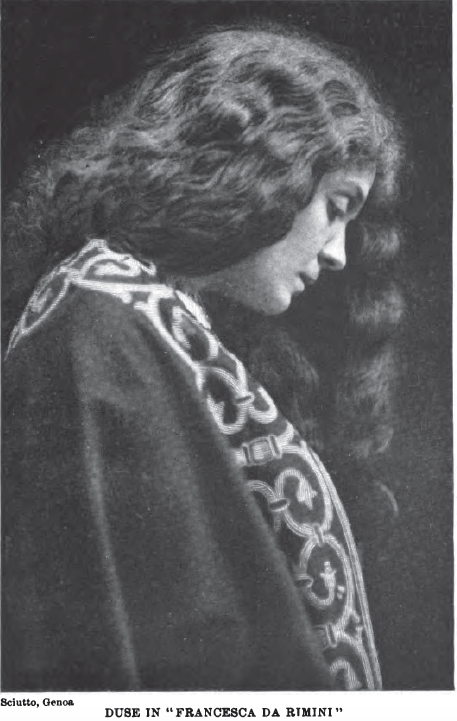
Eleonora Duse en Francesa da Rimini
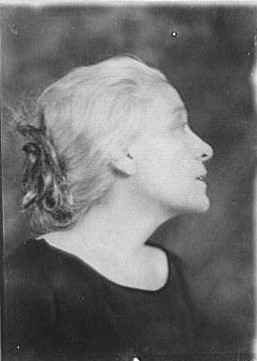
Eleonora Duse, per Arnold Genthe, 1923